# Лесси возвращается домой
«Лесси возвращается домой» — цветной фильм киностудии Metro-Goldwyn-Mayer 1943 года выпуска с участием Родди Макдауэлла и собаки-актёра Пэла, рассказывающий о дружбе йоркширского мальчика Джо Керраклафа и его колли Лесси. Фильм поставлен режиссёром Фредом М. Уилкоксом (англ. Fred M. Wilcox) по сценарию Хьюго Батлера (англ. Hugo Butler), в основу которого положен роман Эрика Найта (англ. Eric Knight) «Лесси» (1940). Эта картина — первая в серии из семи фильмов MGM о приключениях собаки-колли по кличке Лесси.
Ремейк фильма 1943 года, выпущенный в Великобритании в 2005 году под названием «Лесси», имел умеренный успех.

## Сюжет
В период Великой депрессии жители британского графства Йоркшир мистер и миссис Керраклаф (Дональд Крисп и Эльза Ланчестер), оказавшись в тяжелом экономическом положении, вынуждены продать свою колли — Лесси (Пэл) — богатому герцогу Радлингу (Найджел Брюс), который всегда восхищался ею. Юный Джо Керраклаф (Родди МакДауэлл) удручён потерей собаки, с которой его соединяли узы дружбы и привязанности. Лесси тоскует в разлуке с мальчиком, не хочет жить у герцога и несколько раз возвращается к Джо. Однако новый хозяин отправляет Лесси к себе домой в Шотландию за сотни миль. Там внучка герцога Присцилла (Элизабет Тейлор), чувствуя горе Лесси, сопереживает собаке и организует её побег. Лесси отправляется в долгий путь домой к мальчику, который любит её. На пути она сталкивается со многими опасностями: ловцами собак, сильной бурей и пр., но и встречает добрых людей, которые предлагают ей помощь и комфорт. Наконец, когда Джо практически утратил надежду вновь увидеть свою собаку, уставшая Лесси возвращается на своё любимое место отдыха в школьном дворе. Там колли радостно воссоединилась с мальчиком, которого беззаветно любит всем сердцем.

## В ролях
- Пэл — Лесси, колли мальчика Джо Керраклафа. Пэл указан в титрах как «Лесси».
- Родди Макдауэлл — Джо Керраклаф, йоркширский школьник и хозяин Лесси
- Дональд Крисп — Сэм Керраклаф, отец Джо
- Эльза Ланчестер — миссис Керраклаф, мать Джо
- Найджел Брюс — герцог Радлинг, дед Присциллы
- Элизабет Тейлор — Присцилла, девушка, внучка герцога Радлинга, сочувствующая положению Лесси
- Мэй Уитти — Далли, пожилая женщина, жена Дэна Фоддена, которая помогала Лесси на её пути домой
- Бен Уэбстер — Дэн Фодден, муж Далли
- Эдмунд Гвенн — Роули, который дружески возится с Лесси во время её похода
- Дж. Пэт О’Мэлли — Хайнс
- Aлан Напье — Джок
- Артур Шилдс — Эндрю
- Джон Роджерс — Сникерс
- Алек Крэйг — Баклз
- Джордж Бротон — Аллен

## Производство
Фильм снимался в штате Вашингтон, а также в штате Калифорния — в Монтерее и на реке Сан-Хоакин, где были отсняты сцены преодоления порогов.
Во время производства фильма руководители MGM просматривали уже отснятый материал и были так тронуты, что заказали больше сцен, которые будут добавлены в «этот замечательный кинофильм».
Согласно некоторым источникам, сперва на главную роль выбрали суку колли, но во время съёмок фильма в летнее время собака начала чрезмерно линять, из-за чего пришлось подумать о другой кандидатуре. Дрессировщик Радд Уэзервокс (англ. Rudd Weatherwax) заменил её своим кобелём колли Пэлом, который был первоначально нанят как дублёр для выполнения трюков, с чем справлялся быстро и успешно и при этом в силу своего пола выглядел более впечатляюще. Однако в других источниках, например в статье, опубликованной в Нью-Йорк таймс в 1943 году (когда фильм еще был в производстве), утверждается, что режиссёр Фред Уилкокс выбрал Пэла (после того как тот был первоначально отвергнут), поскольку ни  одна другая собака не работала, ярко «проявляя человеческие черты характера», которые демонстрировал Пэл. Уэзервокс позже получит все права на бренд «Лесси» вместо заработной платы, которую должна была ему MGM.

## Приём
Фильм номинирован на премию Американской киноакадемии за лучшую операторскую работу, цвет, а затем образ Лесси получил звезду на Аллее славы в Голливуде. В 1993 году картина «Лесси возвращается домой» отобрана для сохранения в Национальном реестре фильмов в Библиотеке Конгресса США как «культурно, исторически или эстетически значимое» произведение.
Босли Краузер в «Нью-Йорк таймс» от 8 октября 1943 года равно похвалил как исполнителей, так и продюсеров, отметив, что фильм «рассказывает историю мальчика и собаки, описывая её с такой остротой и простой красотой, что только холодное сердце может не быть тронуто».
Почти через 50 лет после выхода фильма на экраны журнал «Парад» рассмотрел его устойчивое культурное воздействие, цитируя сообщение Saturday Evening Post, в котором сказано, что фильм был началом «самой впечатляющей собачьей карьеры в истории кино». «Лесси возвращается домой» также приводится в качестве культурного символа в книге Джейн и Майкла Стерна «Энциклопедия поп-культуры» (1992).